# Distretto di Chucuito
Il distretto di Chucuito è uno dei quindici distretti della provincia di Puno, in Perù. Si trova nella regione di Puno e si estende su una superficie di 121,18 chilometri quadrati.

Ha per capitale la città di Chucuito; nel censimento 2005 si contava una popolazione di 9.366 unità.